# 天地の門
『天地の門』（てんちのもん）は株式会社クライマックスで開発されソニー・コンピュータエンタテインメントよりPlayStation Portable向けに発売されているアクションゲーム。

## 概要
このゲームの特徴は攻撃のコンボを自分で設定できるところである。
世界観を共有した続編天地の門2 武双伝が発売されている。

## 登場キャラクター
- シンプ（CV:遠近孝一）
- スイリン（CV:中原麻衣)
- ルーヤン（CV:久川綾)
- リーイン（CV:久川綾)
- エイゲン（CV:野田順子)
- セイダツ（CV:納谷六朗)
- ゲンメイ（CV:納谷六朗 )
- ゲンラ（CV:寺杣昌紀)
- ギンリツ（CV:根谷美智子)
- エンラン（CV:浅川悠)
- デンセイ（CV:大川透)
- シュクユウ（CV:山崎和佳奈)
- ユイミン（CV:大谷育江)
- カイロク（CV:宮本充)
- ジョクシュウ（CV:雪野五月)
- ソウユ（CV:速水奨)
- ウゾウ（CV:坂東尚樹)
- ムゾウ（CV:坂東尚樹)
- レイガイ（CV:大塚芳忠)
- ホウハク（CV:中田譲治)
- ギキョ（CV:大木民夫)